# Novaculops pastellus
Novaculops pastellus là một loài cá biển thuộc chi Novaculops trong họ Cá bàng chài. Loài này được mô tả lần đầu tiên vào năm 2008.

## Từ nguyên
Từ định danh pastellus trong tiếng Latinh có nghĩa là "có màu dịu nhẹ", hàm ý đề cập đến tông màu sắc dịu mát trên cơ thể của loài này.

## Phạm vi phân bố và môi trường sống
N. pastellus có phạm vi phân bố ở Tây Nam Thái Bình Dương. Loài này được phát hiện tại vùng biển ngoài khơi đảo Lord Howe và vùng biển gần rạn san hô Elizabeth và rạn san hô Middleton trên biển Tasman (ngoài khơi Đông Úc).
Như những loài Novaculops khác, N. pastellus có thể sống trên nền đáy cát lẫn đá sỏi; độ sâu tìm thấy loài này được ghi nhận trong khoảng từ 10 đến 25 m.

## Mô tả
Chiều dài cơ thể tối đa được ghi nhận ở N. pastellus là gần 12 cm. Cá đực có màu xám nhạt, trắng hơn ở vùng thân dưới và bụng. Vảy có viền màu xanh lục xám. Vây lưng có màng đen giữa gai thứ 6 và 7, kéo dài thành vệt xiên xuống đường bên. Mống mắt đỏ. Cá cái có màu xanh lục lam nhạt. Vảy có viền màu đỏ nhạt hoặc màu cam nhạt.
Số gai ở vây lưng: 9; Số tia vây ở vây lưng: 12; Số gai ở vây hậu môn: 3; Số tia vây ở vây hậu môn: 12; Số tia vây ở vây ngực: 13; Số gai ở vây bụng: 1; Số tia vây ở vây bụng: 5.

### Trích dẫn
- "Xyrichtys pastellus, a new razorfish from the southwest Pacific, with discussion of the related X. sciistius and X. woodi" (PDF). aqua, International Journal of Ichthyology. Quyển 14 số 3. 2008. tr. 149–158. {{Chú thích tạp chí}}: Đã bỏ qua tham số không rõ |authors= (trợ giúp)